# Phyllodoce
Phyllodoce é um género botânico pertencente à família Ericaceae.